# Прокопьев, Иван Николаевич
Иван Николаевич Прокопьев (род. 22 февраля 1939, Камышное, Челябинская область) — механизатор колхоза имени М. И. Калинина, полный кавалер ордена Трудовой Славы (1986).

## Биография
Иван Николаевич Прокопьев родился 22 февраля 1939 года в селе Камышном Камышинского сельсовета Глядянского района Челябинской области, ныне село входит в Притобольный муниципальный округ Курганской области. Русский.  Мать работала дояркой, а отец, Николай Павлович Прокопьев (1911—1942) — участник Советско-финляндской и Великой Отечественной войны, с которой не вернулся. В семье был четверо детей: трое сыновей и дочь.
Окончил семилетнюю школу в селе Утятском Глядянского района.
С 1953 года — разнорабочий в колхозе имени К. Е. Ворошилова.
В 1958 году окончил СПТУ-2 в селе Берёзово Куртамышского района Курганской области.
В 1958—1959 годах работал трактористом на тракторе «Беларусь» в колхозе имени К. Е. Ворошилова.
В 1959—1962 годах проходил службу в Советской Армии, был механиком-водителем тяжелых танков ИС-2 и ИС-3. Служил сначала в Уральском военном округе, затем в Венгерской Народной Республике.
В 1962—1972 годах работал трактористом и бригадиром тракторной бригады в колхозе «Россия».
В 1972 году окончил заочное отделение Петуховского техникума механизации и электрификации сельского хозяйства.
В 1972—2002 годах работал механизатором в колхозе имени М. И. Калинина. В совершенстве освоил трактор «Кировец» и в полной мере использовал его технические возможности. На последнем своём тракторе проработал 22 года без капитального ремонта. Только на капремонтах экономия составила больше, чем стоимость самого трактора. Это было уникальное достижение.
Обеспечивал высочайшую производительность труда, из года в год проводя треть зяблевой обработки почвы. Во многом благодаря ему, колхоз имени М. И. Калинина стал хозяйством высокой культуры земледелия, неизменно получал высокий урожай зерновых и кормовых культур.
За выдающиеся успехи в труде Указом Президиума Верховного Совета СССР от 29 августа 1986 года Прокопьев Иван Николаевич награждён орденом Трудовой Славы I степени.
Был избран членом правления и парткома колхоза, членом Притобольного райкома и Курганского обкома партии, делегатом XXVII съезда КПСС.
Иван Николаевич Прокопьев живёт в селе Глядянском Притобольного муниципального округа Курганской области.

## Награды
- Орден Трудовой Славы I степени № 571, 29 августа 1986 года
- Орден Трудовой Славы II степени № 7736, 12 марта 1982 года
- Орден Трудовой Славы III степени № 171668, 23 декабря 1976 года
- Юбилейная медаль «За доблестный труд. В ознаменование 100-летия со дня рождения Владимира Ильича Ленина», 1970 год
- Золотая медаль ВДНХ
- Знак «Ударник 10 пятилетки»
- Знак «Ударник XI пятилетки»
- Знак «Победитель социалистического соревнования», 1974 год, 1976 год, 1978 год, 1980 год
- Лауреат премии имени Т. С. Мальцева[4].
- Автомобиль «Москвич»

## Сочинения
- Прокопьев, И. Н. Земля, я — пахарь твой / Лит. запись: В. И. Василевского. — Челябинск: Южно-Уральское книжное издательство, 1989. — С. 110. — 4000 экз. — ISBN 5-7688-0142-1.[5]

## Семья
Жена Галина Матвеевна, двое детей.